# Hartmut Voigt
Hartmut Voigt (* 20. September 1955) ist ein ehemaliger deutscher Fußballspieler. In der höchsten Spielklasse des DDR-Fußballs, der Oberliga, spielte er für den BFC Dynamo.

## Sportliche Laufbahn
In den Spielzeiten 1972/73 und 1973/74 wurde Voigt noch als Teenager in der zweitklassigen Liga in der 2. Mannschaft des BFC Dynamo erstmals im Männerfußball der DDR aufgeboten. Im Sommer 1974 wechselte er aus der BFC-Juniorenoberligamannschaft innerhalb der Sportvereinigung Dynamo zur Ligaelf der SG Dynamo Fürstenwalde, zu der im Sommer 1975 vom 1. FC Union Berlin dann auch sein Namensvetter Werner Voigt, ebenfalls ein ehemaliger BFC-Spieler, hinzustieß.
Im Sommer 1976 führte ihn das gemeinsame Saisonvorschauheft von fuwo – Die neue Fußballwoche und Deutschem Sportecho beim BFC Dynamo weder in der Oberligaelf noch in der Nachwuchsoberligamannschaft, die nach der Herauslösung der 2. Mannschaften aus der Liga den Anschlusskadern Spielpraxis eröffnen sollte. Aber im Aufgebot des Fürstenwalder Dynamo-Teams wird bei den Abgängen seine Rückkehr in Richtung Ost-Berlin notiert. Die Offensivkraft debütierte am 2. Spieltag der Saison 1976/77 für den BFC Dynamo in einem Spiel der höchsten Spielklasse des DDR-Fußballs. Am 10. September 1976 wechselte ihn Trainer Harry Nippert nach 20 Minuten für Rainer Wroblewski beim 3:0-Heimsieg gegen den FC Rot-Weiß Erfurt ein. Es blieb sein einziger Punktspieleinsatz in der Erstligamannschaft der Weinroten.
Im weiteren Verlauf des Zweitligaspieljahres 1976/77 trat er erneut für die SG Dynamo Fürstenwalde an. Später spielte Voigt bei Betriebssportgemeinschaften im Bezirk Frankfurt (Oder), darunter der BSG Chemie PCK Schwedt, dort bereits als Abwehrspieler geführt, und der BSG Halbleiterwerk Frankfurt (Oder). Für die Oderstädter absolvierte er in der zweitklassigen Liga im Spieljahr 1982/83 20 Partien, in denen ihm zwei Treffer gelangen.